# Municipio de Shawnee (condado de Henry)
El municipio de Shawnee (en inglés: Shawnee Township) es un municipio ubicado en el condado de Henry en el estado estadounidense de Misuri. En el año 2010 tenía una población de 471 habitantes y una densidad poblacional de 4,34 personas por km².

## Geografía
El municipio de Shawnee se encuentra ubicado en las coordenadas 38°30′23″N 93°46′31″O / 38.50639, -93.77528. Según la Oficina del Censo de los Estados Unidos, el municipio tiene una superficie total de 108.6 km², de la cual 107,93 km² corresponden a tierra firme y (0,62 %) 0,67 km² es agua.

## Demografía
Según el censo de 2010, había 471 personas residiendo en el municipio de Shawnee. La densidad de población era de 4,34 hab./km². De los 471 habitantes, el municipio de Shawnee estaba compuesto por el 98,51 % blancos, el 0,42 % eran amerindios, el 0,64 % eran asiáticos, el 0,21 % eran de otras razas y el 0,21 % eran de una mezcla de razas. Del total de la población el 1,49 % eran hispanos o latinos de cualquier raza.